# 撒瑪利亞 (愛達荷州)
撒馬利亞（英語：Samaria）是位於美國愛達荷州奧奈達縣的一個非建制地區。該地的面積和人口皆未知。

## 地理
撒馬利亞的座標為42°07′04″N 112°20′13″W / 42.11778°N 112.33694°W，而該地的平均海拔高度為1365米（即4478英尺）。